# Aretypa
Aretypa là một chi bướm đêm thuộc họ Erebidae.